# Moneda de dos libras esterlinas
La moneda de dos libras esterlinas (£2) es la más alta de la denominación de las monedas, y la quinta más alta en general de la Libra esterlina
. En el anverso, posee un retrato en perfil de la Reina Isabel II, desde la introducción. Esta moneda ha empleado tres diseños distintos desde su introducción, siendo el retrato actual, autoría de Jody Clark, lanzado en el año 2015. El diseño del reverso muestra a la Alegoría de Britania.
La moneda fue introducida el 15 de junio de 1998 (comenzaron a acuñarse en 1997) tras una convención de que la serie de monedas del Reino Unido, precisaba de una pieza de £2. La nueva moneda bimetálica, reemplazó a una serie de monedas conmemorativas uni-metálicas, acuñadas entre 1986 y 1996 para celebrar ocasiones especiales. Aunque son de curso legal, estas monedas, no suelen estar en circulación comúnmente.
En marzo de 2014, se estimaba la cantidad de monedas de £2 en circulación, en aproximadamente 417 millones, con un valor facial estimado de £834 millones.
Más allá de las versiones conmemorativas usuales, no hubo monedas de £2 acuñadas para circulación general en 2017. Esto se debió a que la nueva versión de la moneda de £1, había puesto suficientes monedas de otras denominaciones en circulación (en específico, de £0,20 y de £2), debido a que la población vació la mayoría de sus depósitos de monedas para reemplazar a las antiguas monedas de borde redondeado.

## Diseño
El reverso original de la moneda, diseñado por Bruce Rushin, es una ilustración abstracta que simboliza la historia del desarrollo tecnológico, acompañado de las palabras TWO POUNDS (DOS LIBRAS) encima de esta, y el año de acuñación bajo ella. Esta moneda fue la primera moneda bimetálica en circulación desde el farthing de estaño con un tapón de cobre, producida en 1692. Es la moneda con la denominación más alta en circulación en el Reino Unido. La moneda consiste en un anillo de color amarillo metálico, compuesto de una aleación de 76 % cobre, 20 % zinc y 4 % níquel y un disco interno de color hierro, hecha de una aleación de 75 % cobre y 25 % níquel. La moneda pesa 12 gramos (0.42 onzas), y mide 2.84 centímetros de diámetro (1.12 pulgadas).
El primer diseño de la moneda de £2 fue elaborado por primera vez en 1994, cuando la Royal Mint produjo una serie corta de piezas de demostración, con el nuevo estándar bi-metálico. Estas piezas no se diseñaron para circular, y se crearon únicamente para probar el proceso de manufacturación. La moneda era técnicamente muy similar a la versión que entró en circulación de la efigie de Marklouf de la reina Isabel II, en el anverso, y una imagen de un barco navegando, similar a la previamente usada en el reverso de la moneda pre-decimal de medio penique. La inscripción rezaROYAL MINT TRIAL 1994 (PRUEBA DE LA ROYAL MINT) con una inscripción en el borde que reza DECUS ET TUTAMEN ANNO REGNI XLV, lo que significa "Un ornamento y una salva guardia -[en el] 46to año de [su] reinado". Las monedas de £2 fabricadas en 1994, nunca fueron de curso legal, aunque eventualmente fueron lanzadas a la venta, como parte de un set de presentación en 1998. Contemporáneamente, la Royal Mint, produjo otra moneda de prueba de £2, solo que era una versión uni-metálica, con el mismo reverso e inscripción, aunque tenía un parecido mucho mayor a las monedas conmemorativas pre-1998, estas últimas nunca se acuñaron para sets de presentación, así que son mucho más escasas que la versión bimetálica.
Debido a dificultades técnicas, las monedas datadas del año 1997, que no poseen la efigie de Maklouf de la reina, no fueron lanzadas para circular hasta junio de 1998 (al mismo tiempo que las monedas de 1998). De 1998 en adelante, todas las monedas tienen la efigie de la reina por Ian Rank-broadley. Las monedas con la efigie de Marklouf, contienen la inscripción en el anverso ELIZABETH II DEI GRATIA REGINA F D. En el anverso, las monedas con la efigie de Rank-Broadley contienen la inscripción ELIZABETH II DEI GRA REG FID DEF.
El reverso de una moneda de circulación normal, diseñada por Bruce Rushin, posee un diseño concéntrico, representando el desarrollo tecnológico, desde la Edad del Hierro, pasando por la Revolución Industrial, y de la era Electrónica, hasta la aparición de Internet, con la inscripción sobre el diseño y la fecha debajo. Una rareza de este diseño es que representa diecinueve engranajes entrelazados; debido a que es un número extraño (no es par), el mecanismo no podría funcionar. La moneda posee una inscripción en el borde, STANDING ON THE SHOULDERS OF GIANTS (PARÁNDOME EN LOS HOMBROS DE GIGANTES) frase tomada de Isaac Newton y dirigida a su rival Robert Hooke, en la que describe, como su trabajo estaba construido en el trabajo de aquellos que le precedieron "Si he visto aún más lejos, es porque estoy parado en los hombros de gigantes".
En febrero de 2015, la Royal Mint, anunció un nuevo diseño, con Britannia en el reverso, creado por Antony Dufort, reemplazando el preexistente. Estas nuevas monedas tienen la inscripción, que significa "Reclamaré los cuatro mares".
La rareza de las efigies de Marklouf, ha llevado a la creación de un leyenda urbana, de que, en realidad, son mucho más valiosas que las otras monedas, aunque esto no es cierto, pues hay al menos 13 millones de monedas de £2 datadas del año 1997. Otra leyenda urbana sobre la moneda, es que si se la coloca en un congelador durante la noche, esto ocasionará que el disco de níquel hallado en el centro, se separe del anillo exterior, un mito que ha sido cierto, en algunas acuñaciones tempranas en la similar moneda bimetálica de la moneda canadiense de dos dólares.

## Variantes

Moneda conmemorativa de £2 de la Primera Guerra Mundial

Además de los diseños estándar, ha habido diversos diseños de reverso de la moneda de £2, para conmemorar eventos importantes. 
| Año  | Acontecimiento                                                                           | Diseño | Inscripción de los bordes                                           | Diseñador                                      |
| ---- | ---------------------------------------------------------------------------------------- | --- | ------------------------------------------------------------------- | ---------------------------------------------- |
| 1986 | Juegos de la Mancomunidad de 1986                                                        | Cruz de San Andrés, corona de hojas de laurel y Cardo escocés | JUEGOS N.º XIII DE LA MANCOMUNIDAD - ESCOCIA 1986                   | Norman Sillman                                 |
| 1989 | Tricentenario del Acta de Declaración de Derechos de 1689                                | Iniciales en inglés "W&M" (Rey Guillermo y Reina María), entrelazadas, superando a una maza parlamentaria horizontal y la representación de la corona real encima de eso, y las fechas 1689 y 1989, debajo, todas dentro de la inscripción "Tricentenario de la Declaración de derechos" | Ninguno (fresado)                                                   | John Lobban                                    |
| 1994 | Tricentenario del Banco de Inglaterra                                                    | Sello corporativo incluyendo la corona, y la Inicial "W" del Rey Guillermo (en inglés: William), y la Reina María "M", junto con las fechas 1694 y 1994. | SIC VOS NON VOBIS ("Lo hacemos, aunque no por nosotros mismos").    | Leslie Durbin                                  |
| 1995 | 50.º Aniversario del fin de la Segunda Guerra Mundial                                    | Representación estilizada de una paloma como símbolo de la paz. | 1945 EN PAZ BUENA VOLUNTAD 1995                                     | John Mills                                     |
| 1995 | 50.º Aniversario de la fundación de la Organización de las Naciones Unidas.              | Símbolo del 50.º Aniversario de la fundación de la ONU, con un patrón de abanico en las banderas, con la inscripción NACIONES UNIDAS POR LA PAZ, arriba, junto con las fechas 1945-1995, debajo | Ninguno (fresado)                                                   | Michael Rizzello                               |
| 1996 | Eurocopa 1996                                                                            | Una representación estilizada de un balón de fútbol, con la fecha de 1996 centralmente colocada, y encerrada por deiciséis pequeños anillos | DÉCIMO CAMPEONATO EUROPEO                                           | John Mills                                     |
| 1999 | Copa Mundial de Rugby de 1999                                                            | El diseño muestra a un estadio, en el cual hay un balón de rugby superpuesto y un arco de ese mismo deporte. La fecha 1999 está separada arriba por palos de un arco, con el valor "TWO POUNDS" (DOS LIBRAS), bajo ella. | COPA MUNDIAL DE RUGBY DE 1999                                       | Ron Dutton                                     |
| 2001 | 100º Aniversario de la primera emisión radial transatlántica deGuillermo Marconi         | Olas radiofónicas decoran el centro y el borde exterior, con una chispa de electricidad uniendo los ceros de la fecha que representan la generación de la señal | PUENTES INALÁMBRICOS EL ATLÁNTICO...MARCONI 1901...                 | Robert Evans                                   |
| 2002 | Juegos de la Mancomunidad de 2002 en la ciudad de Mánchester                             | Figura estilizada de un atleta sosteniendo un cartel con la inscripción "JUEGOS N.º XVII DE LA MANCOMUNIDAD 2002". Atrás del atleta hay un círculo conteniendo un atleta. Hay cuatro versiones de esta moneda, cada una con una bandera distinta: la de Inglaterra, Gales, Escocia e Irlanda del Norte | ESPÍRITU DE AMISTAD, MÁNCHESTER 2002                                | Matthew Bonaccorsi                             |
| 2003 | 50.º Aniversario del descubrimiento del ADN                                              | Una representación de la doble estructura helicoidal del ADN con la frase "ADN Doble Hélice", y la inscripción "DOS LIBRAS" y las fechas 1953 y 2003, debajo | ÁCIDO DESOXIRRIBONUCLÉICO                                           | John Mills                                     |
| 2004 | 200.º Aniversario de la creación de la primera locomotora a vapor por Richard Trevithick | Una representación de una locomotora de motor a vapor con la inscripción "DOS LIBRAS", sobre esta, y dentro de una rueda dentada, las palabras R. TREVITHICK 1804 INVENCIÓN DE LA INDUSTRIA 2004 como una circunscripción | Ninguno (fresado con motivo de una línea de ferrocarril incuse)     | Robert Lowe                                    |
| 2005 | 400.º aniversario de la Conspiración de la pólvora                                       | Un arreglo de cruces, mazas y espadas, rodeadas de estrellas entre las fechas 1605 y 2005. Inscripción "DOS LIBRAS", debajo | RECORDAR RECORDAR EL QUINTO DE NOVIEMBRE                            | Peter Forster                                  |
| 2005 | 60.º Aniversario de Día de la Victoria en Europa                                         | El diseño muestra la Catedral de San Pablo de Londres iluminada con luces de búsqueda, y la inscripción "DOS LIBRAS" encima de las fechas 1945 y 2005 | EN LA VICTORIA, LA MAGNIMIDAD, EN LA PAZ Y EN LA BUENA VOLUNTAD     | Bob Elderton                                   |
| 2006 | Bicentenario del nacimiento de Isambard Kingdom Brunel                                   | Representación de una sección de la terraza de la estación de Paddington con la fechas 1816 y 2006, encima del nombre Brunel y a la derecha, la inscripción que reza "DOS LIBRAS", debajo | TANTOS HIERROS EN EL FUEGO                                          | Robert Evans                                   |
| 2006 | Bicentenario del nacimiento de Isambard Kingdom Brunel                                   | Un retrato de Isambard Kingdom Brunel con dos de sus consecuciones de ingeniería, ceñidos por una cadena con la denominación "DOS LIBRAS" arriba y la fecha 2006 abajo | 1806-1959 ISAMBARD KINGDOM INGENIERO DE BRUNEL                      | Rod Kelly                                      |
| 2007 | Tricentenario del Acto de Unión entre Inglaterra y Escocia                               | Un diseño que divide a la moneda en cuatro cuartos, con una rosa un cardo | UNIDO A UN REINO                                                    | Yvonne Holton                                  |
| 2007 | Bicentenario del Abolición del Comercio de Esclavos en el Imperio británico              | La fecha "1807" siendo "0" representado como enlace de cadena rota, rodeado por la inscripción "UN ACTO PARA LA ABOLICIÓN DEL COMERCIO DE ESCLAVOS" y la fecha "2007" | ¿NO SOY UN HOMBRE Y UN HERMANO?                                     | David Gentleman                                |
| 2008 | Entrega de los Juegos Olímpicos de Beijing 2008                                          | Una bandera que muestra los cinco anillos Olímpicos que son pasados de una mano a la otra. La inscripción circundante reza "BEIJING 2008" bajo la imagen | LLAMO A LA JUVENTUD DEL MUNDO                                       | Equipo de Grabado de la Real Casa de la Moneda |
| 2008 | El Centenario de las Olimpiadas de Londres de 1908                                       | Cuatro caminos de una pista de correr extienden de inferiores izquierdos y converger a distancia hacia derecho superior. El espectáculo de números del camino "1908" a través de los caminos con "DOS LIBRAS 2008" escritos a lo largo de los caminos. La inscripción "LONDRES el CENTENARIO OLÍMPICO" está mostrado alrededor de la mitad correcta superior de la moneda | LA CUARTA OLIMPIADA - LONDRES                                       | Thomas T Docherty                              |
| 2009 | 250.º Aniversario del nacimiento de Robert Burns                                         | Una fuente de estilo manuscrito lee "Tomaremos una copa por la amabilidad, por los viejos tiempos.". La inscripción "1759 ROBERT BURNS 1796", arriba y la inscripción "TWO POUNDS (DOS LIBAS)", abajo. | SI UN VIEJO CONOCIDO SE OLVIDARA                                    | Equipo de Grabado de la Real Casa de la Moneda |
| 2009 | 200.º Aniversario del nacimiento de Charles Darwin                                       | Un retrato de perfil localizado en la izquierda de Charles Darwin mirando a la derecha, y un chimpancé, localizado a la derecha mirando a la izquierda, Una inscripción en la parte superior reza "1809 DARWIN. 2009" | EN EL ORIGEN DE ESPECIES 1859                                       | Suzie Zamit                                    |
| 2010 | 100.º Aniversario de la muerte de Florence Nightingale                                   | El diseño, muestra un pulso siendo tomado, mientras que el fondo simboliza rayos de luz de una lámpara de la que Florence Nightingale era conocida por portar dicho objeto durante la guerra, a las tiendas de los soldados heridos. | 150 AÑOS DE ENFERMERÍA                                              | Gordon Summers                                 |
| 2011 | 400.º Aniversario de la Biblia del rey Jacobo                                            | El diseño muestra una composición tipografía en una réplica de la tipografía de la letra negra empleada en la primera edición: un texto invertido del bloque de impresión a la izquierda, un texto encajado, de las palabras escritas a la derecha, tomando la forma de la frase "En el principio era el Verbo" (Juan 1:1) y la Inscripción "BIBLIA DEL REY JACOBO" arriba, y los años 1611 y 2011 debajo. | LA VERSIÓN AUTORIZADA                                               | Paul Stafford & Benjamin Wright                |
| 2011 | 500.º Aniversario del viaje virginal de la Mary Rose                                     | La Mary Rose navegando a la derecha, basado a una encuesta pictórica de 1546 de la marina de Enrique VIII. Inscripción "LA MARY ROSE" encima, "DOS LIBRAS" abajo | VUESTRO más NOBLE SHIPPE 1511                                       | John Bergdahl                                  |
| 2012 | 200.º Aniversario del nacimiento de Charles Dickens                                      | Un esbozo de perfil de Charles Dickens, de frente a izquierdo, junto con títulos de obras famosas de Dickens'. Inscripción "1812 CHARLES DICKENS 1870" a la izquierda | ALGO APARECERÁ                                                      | Matthew Dent                                   |
| 2012 | Traspaso de las Olimpiadas de Londres 2012 a Río de Janeiro                              | El diseño describe el momento de la entrega de un traspaso de bastón en una carrera de relevos. La mano que sostiene el bastón desciende de la parte superior derecha sobre la bandera del Reino Unido que gira para convertirse en la bandera de Brasil debajo de la mano que se extiende desde la parte inferior izquierda para tomar testigo. Inscripción "LONDRES 2012" izquierda superior, "RÍO 2016" derecho inferior. El logotipo olímpico de Londres 2012 se ubica en la parte superior de la moneda. | LLAMO A LA JUVENTUD DEL MUNDO                                       | Jonathan Olliffe                               |
| 2013 | Subterráneo de Londres 150.º Aniversario @– El Tren                                      | El frente de un tren de metro (material de 1967) llena el centro de cupro-níquel de la moneda como si se aproximara fuera de un túnel formado por el anillo exterior de níquel-latón circundante de la moneda. Inscripción "1863 · LONDRES SUBTERRÁNEO · 2013" encima | Representación lineal del mapa de Tubo                              | Edward Barber y Jay Osgerby                    |
| 2013 | 150.º Aniversario del Subterráneo de Londres                                             | Una representación del logotipo del Subterráneo con la fecha"1863" encima y "2013" abajo | RECUERDE EL HUECO                                                   | Edwina Ellis                                   |
| 2013 | El 350.º Aniversario de la Guinea                                                        | Una recreación del diseño en qué devino sabido como la "Espada de Guinea": un escudo con las armas del Rey Jorge III. Circundante inscripción "ANIVERSARIO DE LA GUINEA DE ORO 2013" | ¿QUÉ ES UNA GUINEA? ES UNA COSA ESPLÉNDIDA (Stephen Kemble mención) | Anthony Smith ARBS                             |
| 2014 | 100.º Aniversario del Estallido de la Primera Guerra Mundial                             | Una representación del cartel de reclutamiento famoso que presenta Señor Kitchener con la leyenda "VUESTRO PAÍS OS NECESITA". Circundante inscripción "LA PRIMERA GUERRA MUNDIAL/PRIMERA GUERRA MUNDIAL 1914@–1918" con "2014" abajo | LAS LÁMPARAS están SALIENDO POR TODAS PARTES EUROPA                 | John Bergdahl                                  |
| 2014 | 500.º Aniversario de Trinity House                                                       | La almenara de un faro que brilla hacia fuera de izquierda a derecha. Circundante inscripción "1514 TRINITY HOUSE 2014" con "DOS LIBRAS" abajo. | SIRVIENDO EL MARINER                                                | Joe Whitlock-Blundell y David Eccles           |
| 2015 | 800.º Aniversario de la Carta Magna                                                      | El Rey Juan está firmando la Carta presenciada por un obispo y barón. Circundante inscripción "MAGNA CARTA" con "1215-2015" abajo | FUNDACIÓN DE LA LIBERTAD                                            | John Bergdahl                                  |
| 2015 | La Marina Real británica                                                                 | Acorazado de clase Iron Duke en perfil con un solitario hidroavión en el lado de estribor y aves marinas a babor. Circundante inscripción "LA PRIMERA GUERRA MUNDIAL/PRIMERA GUERRA MUNDIAL 1914-1918" con "2015" abajo | EL ESCUDO SEGURO DE GRAN BRETAÑA                                    | David Rowlands                                 |
| 2016 | William Shakespeare                                                                      | Comedia - sombrero de bufón y palo. Circundante inscripción "WILLIAM SHAKESPEARE" con "2016" abajo | TODO EL MUNDO es Una ETAPA                                          | John Bergdahl                                  |
| 2016 | William Shakespeare                                                                      | Historia - corona con una daga a través del medio de la corona. Circundante inscripción "WILLIAM SHAKESPEARE" con "2016" abajo | LA CORONA VACÍA                                                     | John Bergdahl                                  |
| 2016 | William Shakespeare                                                                      | Tragedia - cráneo con una rosa. Circundante inscripción "WILLIAM SHAKESPEARE" con "2016" abajo | QUÉ Una PIEZA DE TRABAJO ES Un HOMBRE                               | John Bergdahl                                  |
| 2016 | El Ejército                                                                              | Esbozo de perfil de tres soldados de Primera Guerra Mundial. Circundante inscripción "LA I GUERRA MUNDIAL/PRIMERA GUERRA MUNDIAL 1914-1918" con "2016" abajo | PARA EL REY Y EL PAÍS                                               | John Bergdahl                                  |
| 2016 | El Gran Incendio de Londres                                                              | Londres en llamas, con barcas en el Río Támesis en el primer plano. Circundante inscripción "1666 EL FUEGO GRANDE DE LONDRES 2016" con "DOS LIBRAS" abajo | LA CIUDAD ENTERA EN LLAMAS TERRIBLES                                | Aaron West                                     |
| 2017 | Jane Austen                                                                              | Silueta de la cabeza de Jane Austen, superpuesta por su firma. | hay no HACER SIN DINERO (cita de La abadía de Northanger)           | Dominique Evans                                |
| 2017 | Aviación de Primera Guerra Mundial                                                       | Fábrica de Aeronave real R.E.8, llevando un piloto y su observador, tomando una fotografía de reconocimiento sobre la batalla de Arrás. | EL CIELO LLOVIÓ HÉROES                                              | Dan Flashman                                   |
| 2018 | 100.º Aniversario de la Real Fuerza Aérea británica                                      | | POR ARDUA ANUNCIO ASTRA                                             | Rhys Morgan                                    |
| 2018 | El 100.º Aniversario del Armisticio de Primera Guerra Mundial                            | | WILFRED OWEN MUERTO EN ACCIÓN 4 NOV 1918                            | Stephen Raw                                    |
| 2018 | 200.º Aniversario de la publicación de Frankenstein                                      | | UNA CHISPA DE SER                                                   | Thomas Docherty                                |
| 2019 | 260º Aniversario de Wedgewood                                                            | | TODO DA LUGAR A EXPERIMENTO                                         | Wedgewood Equipo de diseño                     |
| 2019 | 350º Aniversario de la última entrada del diario de Samuel Pepys                         | | EL DIOS BUENO ME PREPARO                                            | Gary Breeze                                    |